# Colonna del Leone
La colonna del Leone è un monumento in pietra posto in piazza San Babila a Milano.

## Storia e descrizione
La statua posta sulla sommità della colonna, raffigurante un leone, è di origine ignota. La datazione potrebbe essere tardomedievale. Secondo un'iscrizione che era posta sul lato orientale della base, il leone divenne simbolo di Porta Orientale a ricordo di una non meglio identificata vittoria dei milanesi.
Nel 1549 ci fu un intervento con il quale il prefetto Catilliano Cotta fece erigere una base in laterizi per la statua. Una testimonianza della seconda metà del XVI secolo riporta il testo delle lapidi allora esistenti sulla base, indicando che il monumento derivava da un leone in ferro sottratto ai Veneziani.
IN I. PARTE. Te vivente omnium fortiss: si non rugies Pater, quis me suscitabit ut vivam
IN II. Ad praedam quomodo ascendam? Heu nunc Venatio mea vana!
IN III. Me miserum non amplius Leo et Rex, sed in antris coecus infirmusque cubabo.
IN IIII. Nunc transfixus pede claudico, etc.»
(Lorenz Schrader)
Nel 1610 fu restaurata ad opera di Antonio Pirovano.
Nel 1628 il conte Carlo Serbelloni fece realizzare a proprie spese la colonna in marmo, come indicato da una lapide tuttora esistente; l'opera fu affidata a Giuseppe Robecco.
A dì 22 agosto si fece gettare a basso la colonna di pietre cotte del Leone di Porta Orientale per contro la chiesa di S. Babilla, la quale era di forma quadrata, con quattro colonne di mattoni basse, et capitelli di vivo, fra l'una, e l'altra vi era una nizza nel mezzo che venivano à essere quattro, il piedestalo era alto cinque brazza, et largo tre per ogni lato con le bancbette attorno di vivo per sentarsi, che vi si riducevano gran quantità de forfanti et malviventi a giocare ogni giorno.
Il giorno di 4 de settembre fu finito di gettare a terra il detto masso; et la colonna che si vede al presente di vivo fatta à bugne fu finita alli 29 dicembre del dett'anno [1628], et il giorno di martedì 9 gennaro 1629 la notte antecedente alle cinque hore e 3/4 hebbe il signor conte [Carlo Francesco Serbelloni] un figlio maschio che si nominò Federico, si pose il Leone sopra la detta colonna, con molta festa di fuochi lavorati et gran concorso di gente.
Ne fece il disegno Gioseff Robccco ingeniero, et fabricato da Messer Fabritio.
Nel piedestalo del detto Leone, attorno si posero le dette iscrittioni:
LEONEM HVNC / ORIENTALI PORTAE INSIGNE ELECTVM / ET PROFLIGATIS HOSTIBVS MONVMENTVM / MEDIOLANENSES ANTIQVI / POSVERE
INSIGNE HOC / LATERICIA STRVCTVRA PAVLVLVM HVMO / SVBVECTVM QVADRIFIDA PILA SVBRIGI / IVSSIT / CATILLIANVS COTTA VRBIS / PRAEFECTVS ANNO MDIL
TEMPORIS CASVS TIMENTEM FVLSIT / ET ORNATVS INSTRVXIT / ANTONIVS PIROVANVS VRBIS AEDILIS / MDCX
CAEMENTITIA VBI SVRGEBAT MACHINA / MARMOREAM COLVMNAM QVAE ADIACENTIS / ECCLESIAE PROSPECTVM MINVS ERIPERET / ET PVBLICAE PLATEAE ORNAMENTVM INSIGNITER / AVGERET AERE PROPRIO / COMES CAROLVS FRANCISCVS SERBELLONVS / AEDILIS EREXIT / ANNO SALVTIS MDCXXVIII
Il costo di detto Leone et colonna importa lire ... che si sono spesi de propri denari di detto signor conte.
Gio. Giacomo Conturbio à perpetua memoria ha fatto nota di tutte le predette cose.»
(Documento dell'archivio Stampa Soncino)
L'opera fu danneggiata dai bombardamenti del 1943; venne restaurata completamente nel 1986.
Durante i lavori di costruzione della metropolitana nel 1969 la colonna, che prima era più al centro di Corso Venezia, fu spostata verso la chiesa.